# 默罕默德·卡勒德·比拉巴斯
默罕默德·卡勒德·比拉巴斯（1981年7月4日—）是一名阿爾及利亞田徑運動員，曾代表國家參加2012年倫敦奧運的田徑男子三千公尺障礙賽，並未獲得獎牌。